# Strider (jeu vidéo, mars 1989)
Pour les articles homonymes, voir Strider (homonymie).
Strider (ストライダー飛竜, Strider Hiryu) est un jeu vidéo d'action-plates-formes développé et édité par Capcom sur système d'arcade CP System en mars 1989. Son système de jeu novateur fit de ce jeu un des grands succès de l'éditeur nippon, avant Street Fighter II. Le jeu fut adapté sur console de jeu, console portable et micro-ordinateurs. Il est basé sur le manga Strider Hiryu créé par Moto Kikaku et c'est le premier jeu de la série Strider,.

## Trame
En 2048, un Strider nommé Hiryu parcourt le monde à la recherche du mystérieux Meio, qui règne sur la Terre depuis sa base lunaire.

## Système de jeu
Le joueur contrôle Hiryu, armé de son sabre Falchion, à travers cinq niveaux allant de l'Union Soviétique à la forêt vierge. Hiryu a la particularité de pouvoir s'accrocher aux parois grâce à un crochet métallique, et peut également se faire aider de deux animaux robotiques (un faucon et un tigre) appelés Options.

## Équipe de développement
- Conception des objets : Shinji Sakashita, Take Pong, Tisshu, Makizoe, Tery, Terabo, Hisabo, Kuribo, Komsan, Gin
- Conception des décors : Teiki, Rie.Poo, Ziggy, Rinma, Marilyn Higuchi, Morilyn, Kintaro
- Programmeurs: T. Maruchi, Tae 250r, Mikkun, Tadaken, Kanekon, Dorompa.E, Ka~kuny, Check.Masa
- Musique : Junko Tamiya
- Chef de projet : Isuke
- Conseillers : Arthur, Yossan

## Exploitation

### Versions
Le jeu d'arcade a été développé sur CP System. Les conversions sur ordinateur personnel ont été réalisées par Tiertex, déjà auteur de l'adaptation de Forgotten Worlds. Les jeux ont été édités par U.S. Gold en Europe et Capcom aux États-Unis. La version PC-Engine propose un niveau supplémentaire. Il suffit, pour y accéder, de valider "extra stage" dans les options du jeu avant de commencer à jouer. Ce niveau inédit, dont l'action se situe dans le désert, prend la place de l'ancien second stage (la Sibérie) qui devient, de ce fait, le troisième monde à explorer[réf. nécessaire].
Le 18 juillet 2013, Capcom annonce la sortie d'un nouvel opus prévu pour 2014 sur Xbox 360, Xbox One, Playstation 3 et Playstation 4.
Arcade
- CP System

Consoles
- Mega Drive : 1990
- Master System : 1991
- PC-Engine Arcade CD-ROM² : 1994
- PlayStation : 2000, Strider Hiryu 1&2
- PlayStation 2 : 2006, Capcom Classics Collection Volume 2
- Xbox : 2006, Capcom Classics Collection Volume 2

Consoles portables
- Game Boy Advance : 2006, Capcom Classics Mini-Mix
- PlayStation Portable : 2006, Capcom Classics Collection Remixed

Ordinateur
- ZX Spectrum : 1989
- Commodore 64 : 1989
- Atari ST : 1989
- Sharp X68000 : 1989
- Amiga : 1989
- Amstrad CPC : 1990
- PC : MS-DOS : 1990

Le jeu est également disponible dans Strider 2, sorti en 2000 sur PlayStation.

### Accueil
Le jeu d'arcade fut très apprécié par les médias spécialisés. Dans Commodore User, le testeur de cette version conclut : « I just can't see you being able to resist its wonderful combination of high definition graphics, brilliant movements and good old-fashioned blasting action. All this, and a wee bit of tongue-in-cheek political content too : who could ask for anything more ? »
Les portages sur ordinateurs personnels ont aussi eu bonne presse, comme dans Tilt (18/20), pour qui « The Strider est une grande conversion d'arcade qui mérite de figurer parmi les plus grands succès de l'année. ». Seule la version C64, qualifiée d'« ombre pâlotte » par le magazine Zzap!64 (42%) , a été mal appréciée. Le jeu a reçu le Tilt d'or Canal+ 1989 de la « meilleure conversion arcade » pour les versions Amiga, Atari ST et Amstrad CPC.
Sortie une année plus tard, la conversion sur Mega Drive est considérée comme la plus fidèle de toutes (et la plus difficile) par Tilt (18/20).
Arcade
CU Amiga 8/10
Amiga et/ou Atari ST
ACE 910/1000 • Amiga Format 91% • CU Amiga 89% • Tilt 18/20
Mega Drive
ACE 919/1000 • C+VG 95% • Joystick 96% • Tilt 18/20

## Postérité
Strider Hiryu est un personnage jouable dans la série Marvel vs. Capcom. Une des trois filles de la fin du deuxième niveau (Ton-Pooh) apparaît comme aide dans Marvel vs. Capcom: Clash of Super Heroes. Plusieurs personnages, dont Strider Hiryu, apparaissent dans le jeu vidéo Namco x Capcom.